# Patrick Floren
Patrick Floren is een Belgisch voormalig acro-gymnast. 

## Levensloop
Samen met Bart Andries behaalde hij brons in het onderdeel 'allround' van de discipline 'heren duo' op de Europese kampioenschappen van 1993.